# Extractie (natuurkunde)
Extractie is het naar buiten geleiden van deeltjes uit het magneetveld van een cyclotron (een circulaire deeltjesversneller).
Extractie vereist aan het einde van het versnellingsproces plaatselijk een verstoring in het circulaire elektro-magnetische patroon, waardoor de deeltjes niet langer in een centrale cirkelvormige baan blijven rondlopen, maar dusdanig van richting veranderen, dat ze uit de "gevangenschap" van het magneetveld (door de lorentzkracht) kunnen ontsnappen.
Hierbij is het de kunst om de snelheden van de verschillende deeltjes zo veel mogelijk gebundeld (in grootte en richting) te houden, zodat de bundel deeltjes (vergelijkbaar met een lichtbundel) met een opto-magnetisch bundelgeleidingssysteem kan worden geleid naar en worden geconcentreerd (gefocusseerd) op een plaats van bestemming, in een natuurkundige experimentele opstelling of een plaats van bestraling.
De bundelextractie in een (synchro)cyclotron werd aanvankelijk gerealiseerd door een verstoring in het magneetveld, bij moderne cyclotrons van het strong focusing-type, kan met een elektrische hoogspanningsdeflector de bundel zonder enig noemenswaardig verlies naar buiten worden gebracht. Deeltjesextractie kan ook worden bereikt door het veranderen van de lading van versnelde ionen. Met behulp van een dun materiaalfolie kunnen van de ionen (één of meer) buitenste elektronen worden "gestript", waardoor ter plaatse de lorentzkracht in sterkte verandert, en daarmee de snelheidsrichting van de deeltjes.